# Генрик Гроссман
Генрик Гроссман або Генрик Гросманн (пол. Henryk Grossman; 14 квітня 1881, Краків — 24 листопада 1950, Лейпциг) — польсько-німецький економіст та історик єврейського походження. В публікаціях німецькою використовував написання свого прізвища як «Гроссманн», натомість у польській, англійській та їдиші підписувався як «Гроссман».

## Життєпис
Вивчав економіку та право у Кракові й Відні. У 1925 почав працювати у Інституті соціальних досліджень (нім. Institut für Sozialforschung) у Франкфурті. Покинувши Німеччину у 1930-х роках, він повернувся у 1949 як професор політичної економії в університеті Лейпцига.
Головним внеском Гроссмана до теорії політичної економії є його книга «Закон накопичення й розпаду капіталістичних систем» (Das Akkumulations— und Zusammenbruchsgesetz des kapitalistischen Systems), опублікована у Лейпцигу кількома місяцями раніше кризи 1929 року.